# Aipaloovik
Dans la mythologie inuite, Aipaloovik est un dieu de la mer maléfique associé à la mort et la destruction.
Il s'agit d'un « esprit vampirique » qui vit dans la mer et apparait à ceux qui naviguent sur ses eaux avant de les noyer. Il se nourrit en effet de la chaleur dégagée par le corps de ses proies humaines et peut accéder aux souvenirs et adopter la personnalité des personnes dans les cadavres desquelles il s'incarne.

## Dans la culture populaire
Le troisième tome de la série de bandes-dessinées Carthago Adventures est intitulé Aipaloovik. Dans celui-ci, le héros, London Donovan, de retour à Kotik Creek, la ville arctique où il a grandi, enquête sur les attaques dont ont été victimes plusieurs marins récemment, lesquelles rappellent la légende d'Aipaloovik. Cannibale, ce dernier aurait été abandonné en mer lorsqu'il était enfant, et se serait alors transformé en monstre marin.